# American Journal of Physiology - Lung Cellular and Molecular Physiology
American Journal of Physiology - Lung Cellular and Molecular Physiology (AJP-L) is een internationaal, aan collegiale toetsing onderworpen wetenschappelijk tijdschrift op het gebied van de fysiologie van het ademhalingsstelsel. De naam wordt in literatuurverwijzingen afgekort tot Am. J. Physiol. Lung Cell. Mol. Physiol. Het wordt uitgegeven door de American Physiological Society en verschijnt tweewekelijks.
AJP-L is een van de subtijdschriften van het in 1898 opgerichte American Journal of Physiology.